# Florence Ada Keynes
Pour les articles homonymes, voir Keynes (homonymie).
Florence Ada Keynes, née Brown le 10 mars 1861 à Cheetam, Manchester, et morte le 13 février 1958 à Cambridge, est une personnalité politique et sociale britannique, connue pour son implication en faveur de réformes sociales et son élection comme maire de Cambridge en 1932. 

## Biographie
Florence Ada Brown est élevée à domicile, son père, John Brown, est un pasteur congrégationnaliste et sa mère, Ada Haydon, née Ford, est professeur d'école. Elle passe les examens d'entrée à l'université et obtient une bourse pour le Newnham College, où elle commence ses études en 1878. C'est à Cambridge qu'elle fait la connaissance de l'économiste et universitaire John Neville Keynes, qu'elle épouse en 1880 après avoir passé des examens à Cambridge. Le couple a trois enfants, notamment l'économiste John Maynard Keynes.

## Activités politiques et sociales
En 1932, elle est élue maire de Cambridge, la deuxième femme à tenir ce titre (la première était Eva Hartree, élue en 1924).
Elle meurt à son domicile de Cambridge, le 13 février 1958.